# Dragonnades sous Louis XIV
Dragonnades sous Louis XIV é um seriado mudo francês de 1909, dirigido por Victorin-Hippolyte Jasset, em 2 episódios, estrelado por Charles Krauss e Dupont-Morgan. O seriado foi produzido pela Société Française des Films Éclair, e veiculou nos cinemas franceses entre 16 de fevereiro de 1909 (1º episódio) e 4 de março de 1909 (2º capítulo).

## Elenco
- Charles Krauss
- Dupont-Morgan
- Germaine Dermoz

## Episódios
1. À la recherche du pasteur (1909)
2. Fatale méprise (1909)

## Histórico
Mediante o sucesso alcançado pelo seriado Nick Carter, le roi des détectives, de 1908, a Éclair investiu em novos seriados, ainda sob a direção de Victorin-Hippolyte Jasset. A França foi, portanto, a iniciadora desse gênero de filmes em série, que abriria caminho para o desenvolvimento dos seriados estadunidenses, a partir de 1912, quando o Edison Studios produziria What Happened to Mary, além de influenciar o gênero cinematográfico de outros países, tais como a Alemanha, que produziria, em 1910, Arsene Lupin contra Sherlock Holmes.
A Éclair intercalava o lançamento de episódios de outros seriados, fato pelo qual o seriado Dragonnades sous Louis XIV, que teve o seu primeiro capítulo lançado em fevereiro de 1909, teve o segundo capítulo lançado na mesma data que o primeiro episódio do seriado seguinte, Les nouveaux exploits de Nick Carter, em 4 de março de 1909.